# スパンブリー駅
スパンブリー駅（スパンブリーえき、タイ語:สถานีรถไฟสุพรรณบุรี ）は、タイ王国中部スパンブリー県ムアンスパンブリー郡にある、タイ国有鉄道南本線スパンブリー支線の駅である。

## 概要
スパンブリー駅は、タイ王国中部スパンブリー県の県庁所在地であり、人口16万7千人が暮らすムアンスパンブリー郡にある、タイ国有鉄道南本線スパンブリー支線の駅である。スパンブリー支線はタイの路線の中では比較的新しい方であるが、既に開通後約50年程経過している。当駅構内北方の引き上げ線終端部にはマライメン停車場があり、当線の定期旅客列車はここまで営業運転され、ここでも客扱いを行う。この措置に対して、「スパンブリー線には非公式の営業区間がある」ないしは「実際の終着駅はひと駅先のマライメン停車場である」などとの記述が数々の書籍やウェブサイトにおいて見られるが、厳密にはマライメン停車場はあくまでスパンブリー駅構内に付帯する利用者の便宜のための客扱い設備であることに変わりなく、これらの表現は些か誇張されたものであると云わざるを得ない。そして本駅舎がある場所よりもマライメン停車場の方が、主要街道（マライメン通り）に近く至便であるがそれでも中心部まで約3km程ある。一方、本駅舎前には何も無い。かつては特急列車の運用もあったが、現在は1日1往復の普通列車運行を行っているのみである。
当駅が所属するスパンブリー支線の起点であるノーンプラードゥック駅から当駅まではタイ国鉄における単線最長閉塞区間(77.41km)である。
また、かつては当駅より北本線のバーンパーワーイ駅（クルンテープ駅より127.44km地点）までの接続計画もあったが、実現せずに今日に至っている。

## 歴史
- 1903年6月19日 【開業】旧トンブリー駅 - ノーンプラードゥック分岐駅 (64.19km)
- 1963年6月16日 【開業】ノーンプラードゥック分岐駅 - スパンブリー駅 (77.41km)[2]

## 駅構造

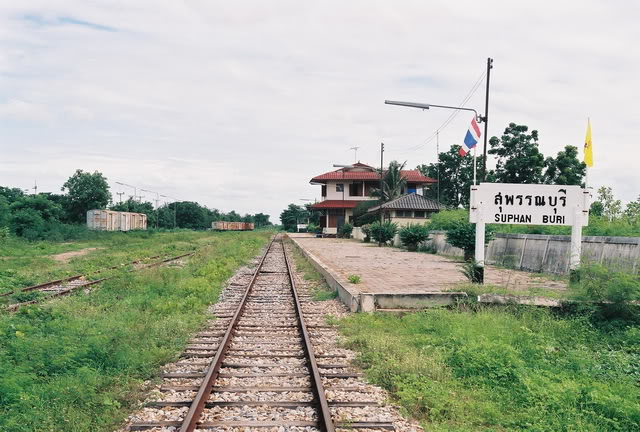
北方より見たスパンブリー駅

本駅舎部分は単式ホーム1面1線の地上駅であるが、「棒線駅」では無く側線および機回し線を有しており、駅舎はホームに面している。駅舎より北方に機回し・留置のための引き揚げ線が延びており、その終端部に棒線駅様のマライメン停車場がある。

## 駅周辺
スパンブリー市街地まで3 ~ 4km程ある。
- スパンブリー工科大学 (2.5km)
- スパンブリーバスターミナル (4km)
- マライメン通り（タイ語版） - マライメン停車場に接する大通りで、その歴史は駅より古く、開通当時より重要な道路として位置づけられていた。通りの名前はかつての道路管理局長に由来しており[4]、（非公式な存在ではあるが）停車場自体が人名由来となる。
- 国道3431号線 - 駅の真裏をかすめる通り。市街地のある真東に向かい、後述のパイクワーン交差点に至る。
- パイクワーン交差点 (4km) - 駅の真東にある立体交差。アジアハイウェイ1号線の一部を形成する国道33号線（タイ語版）の起点。ただしアジアアイウェイとしてはサラブリー県ノーンケー郡（タイ語版）ヒンコン以東が該当し、同地で交わるパホンヨーティン通り（国道1号線）に移り北方に転じる[5]。
- （計画）カセサート大学 スパンブリーキャンパス（タイ語） (8km)